# Тип 68 (автомат)
Тип 68 (кор. 68식, в англоязычных источниках известный под наименованием «Type 68») — автомат производства КНДР.

## История
После окончания Корейской войны 1950—1953 гг. в условиях продолжающейся «холодной войны» обстановка на Корейском полуострове оставалась сложной, и военно-политическое руководство КНДР приняло решение о перевооружении войск.
В 1958 году в КНДР было освоено производство советского автомата АК (под наименованием «тип 58»), а в 1968 году на заводе № 65 было освоено производство автоматов АКМ (под наименованием «тип 68»), которые несколько десятилетий являлись основным образцом стрелкового оружия Корейской Народной Армии. В конце 1980-х годов было принято решение о перевооружении войск на 5,45-мм автоматы «тип 88» (конструктивный аналог автомата АК-74), но автоматы «тип 68» продолжили использовать и в дальнейшем.

## Описание
Автомат «тип 68» представляет собой конструктивный аналог советского автомата АКМ образца 1959 года, разработанный с учётом опыта производства и эксплуатации автоматов Калашникова китайского производства.
Оружие имеет некоторые отличия от АКМ: маркировка выполнена на корейском языке, секторный прицел имеет установки для стрельбы на дистанцию до 800 метров (также, как на автоматах «тип 56» производства КНР), пистолетная рукоять изготовлена из дерева, изменена форма спусковой скобы. На левой стороне ствольной коробки нанесены серийный номер и знак завода-производителя (пятиконечная звезда в круге).
Металлические части имеют матово-серое фосфатное покрытие.

## Варианты и модификации
- «тип 68» — автомат с постоянным деревянным прикладом, аналог АКМ[2]
- «тип 68-1» — автомат со складным металлическим прикладом, аналог АКМС[2]

## Страны-эксплуатанты
- Вьетнам  — в 1960-е годы некоторое количество автоматов было поставлено для Вьетнамской народной армии[источник не указан 1505 дней]
- КНДР[3] — вооружённые силы КНДР[2][1] (на военном параде в Пхеньяне 9 сентября 2018 года в честь 70-летия КНДР автоматами «тип 68» были вооружены курсанты военных училищ; в мае 2022 года ими было вооружено столичное подразделение почётного караула)[5].
- Куба — в 1980-е годы некоторое количество автоматов было поставлено для вооружённых сил Кубы[4]